# Tortella crispula
Tortella crispula là một loài Rêu trong họ Pottiaceae. Loài này được (Bruch) C.E.O. Jensen miêu tả khoa học đầu tiên năm 1923.